# محوطه خرسیان ۲
محوطه خرسیان ۲ مربوط به سدهٔ ۶ تا ۸ ه.ق است و در شهرستان الیگودرز، بخش بشارت، دهستان پیشکوه ذلقی، روستای خرسیان واقع شده و این اثر در تاریخ ۷ خرداد ۱۳۸۷ با شمارهٔ ثبت ۲۲۷۷۹ به‌عنوان یکی از آثار ملی ایران به ثبت رسیده است.